# Bányászpók
A bányászpók (Coelotes atropos) a zugpókfélék családjába tartozó, Európában élő pókfaj. 

## Megjelenése
A bányászpók nőstényének testhossza 9-12 mm, a hím 8-10 mm-es. A fejtor és a lábak vörösbarnák. A potroh világosbarna, némileg szívre emlékeztető, sötétbarna mintasorral a közepén.

### Hasonló fajok
A C. terrestris nagyon hasonlít hozzá, csak tapasztalt szem tudja megkülönböztetni őket. 

## Elterjedése
Európában honos, Franciaországtól és a Brit-szigetektől a Kárpát-medencéig és Lengyelországig. Északon Dél-Svédországig hatol.   

### Életmódja
Lombos és tűlevelű erdőkben, lápvidékeken, hegyekben él kövek, fatörzsek, leváló kéreg alatt, ahol cső alakú hálót sző. Néha a fák odvába húzódik. 
A kifejlett pókok tavasztól őszig előfordulhatnak, de a hímeket gyakrabban látni ősszel és tél elején, a nőstényeket tavasszal és kora nyáron. A hímek néha őrzik a nőstények hálóját. A nőstény május és szeptember között búvóhelyén egy kőhöz vagy fatörzshöz rögzíti petezsákját. A kikelő utódok az első néhány vedlésükig anyjukkal maradnak és az általa zsákmányolt rovarokkal táplálkoznak. A nőstény végül elpusztul és utódai őt is elfogyasztják. 

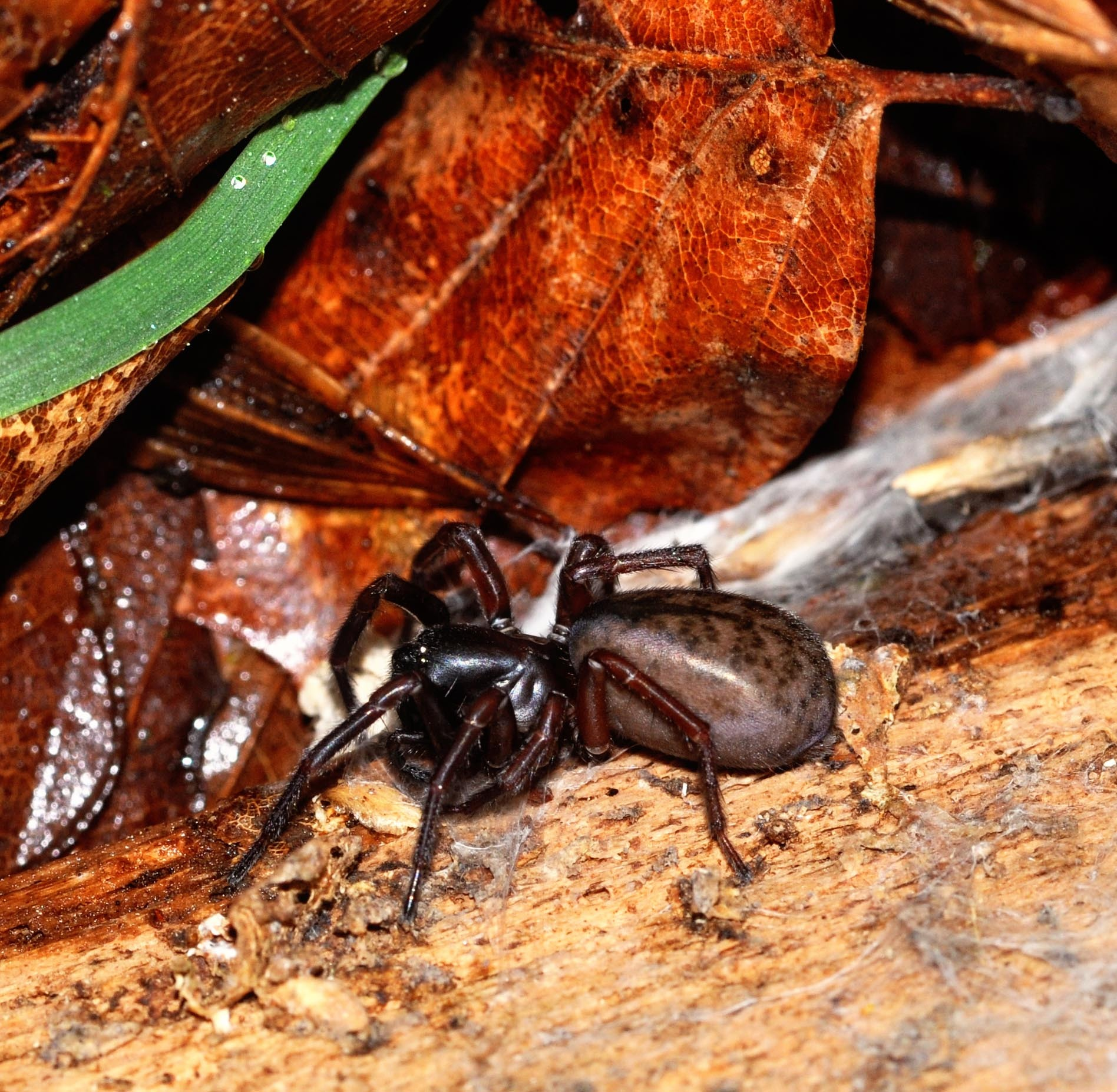
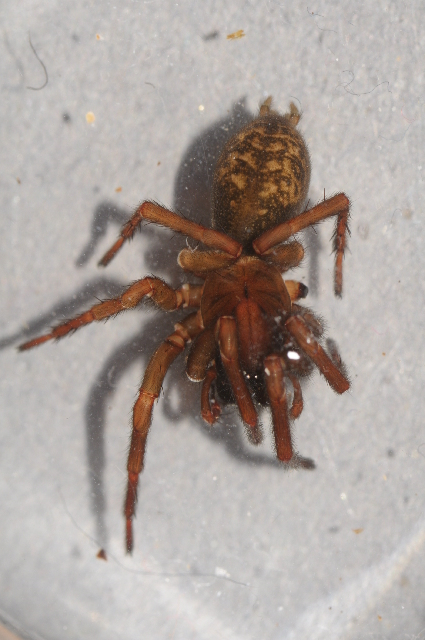
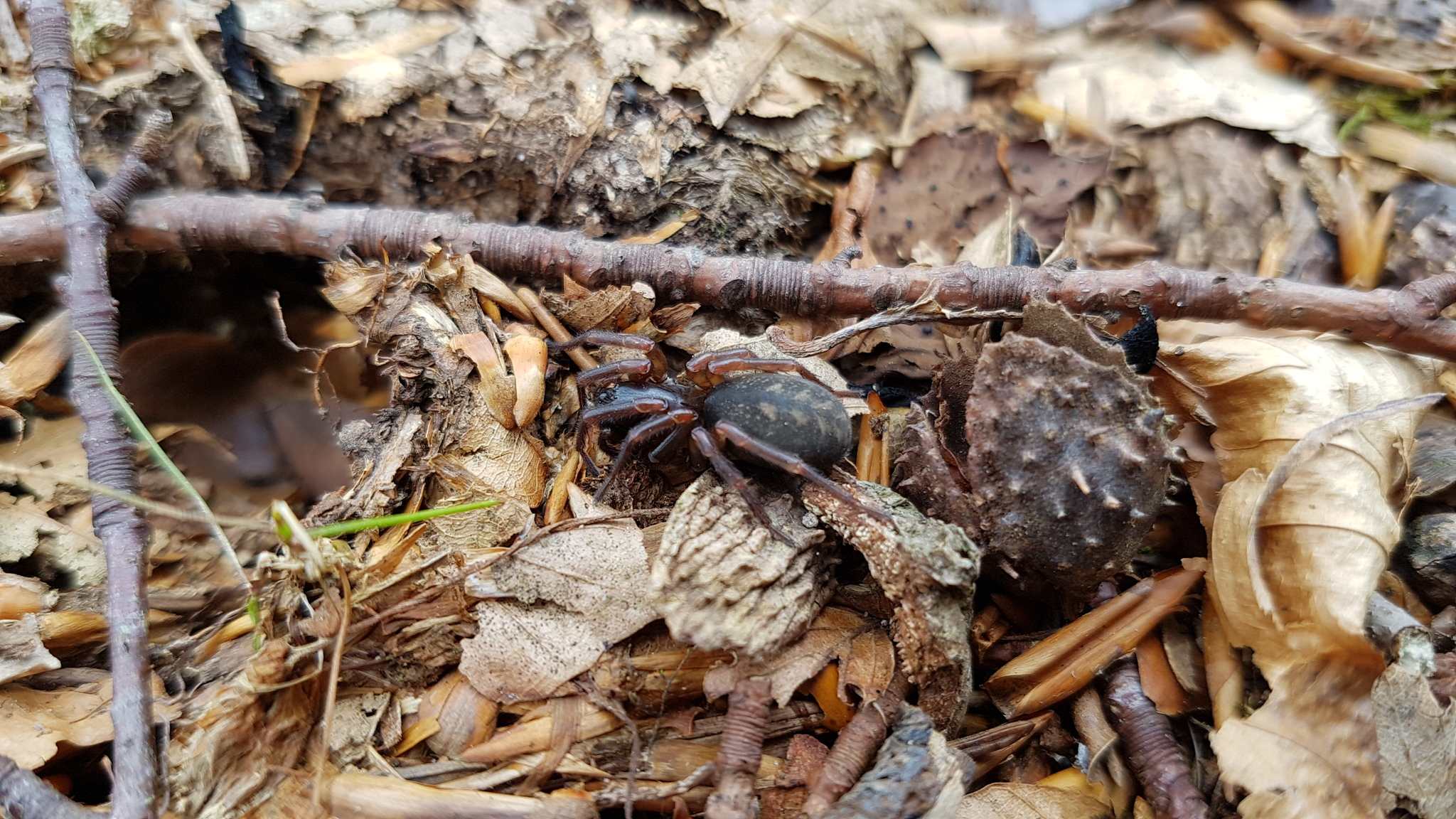
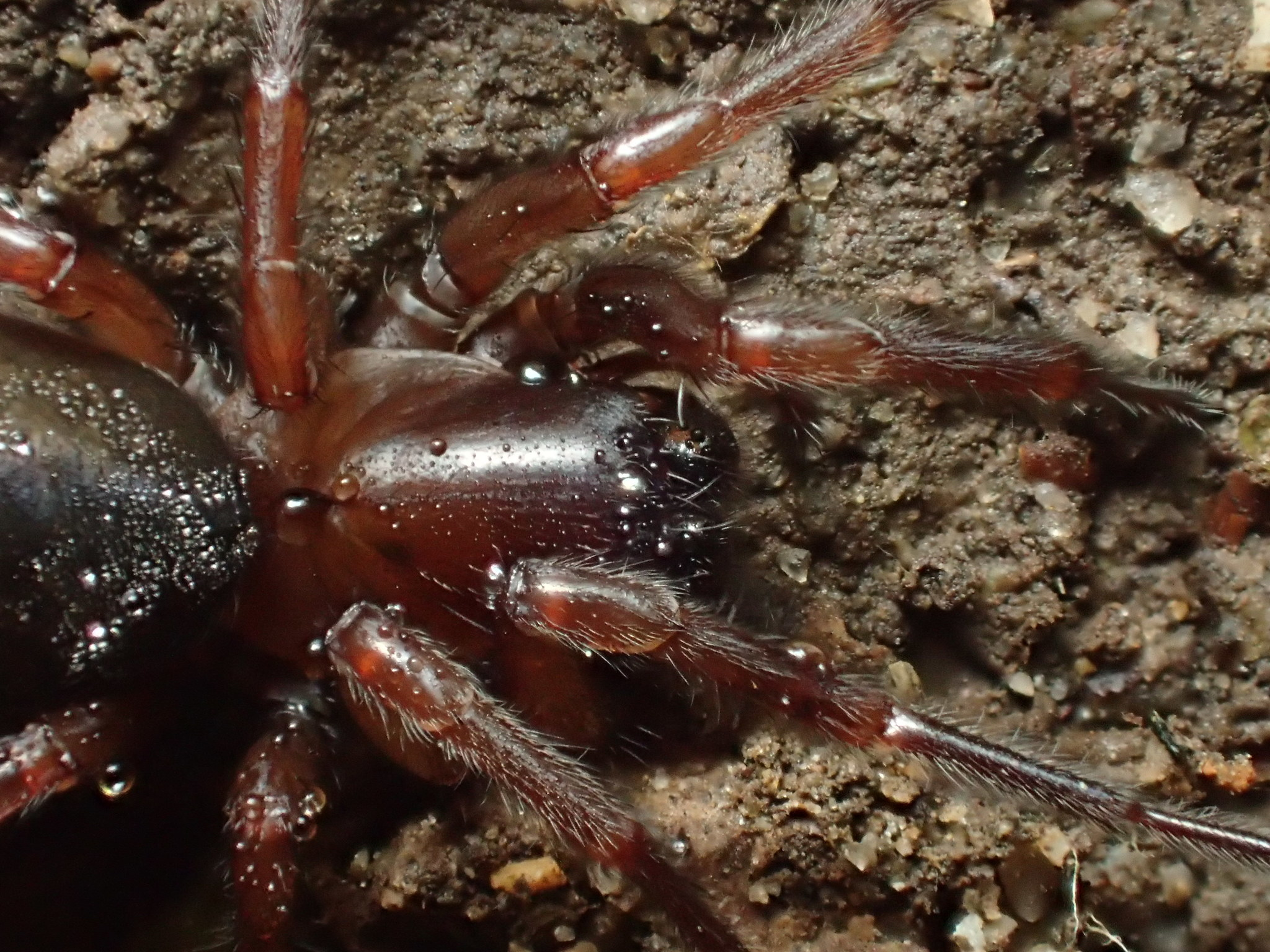
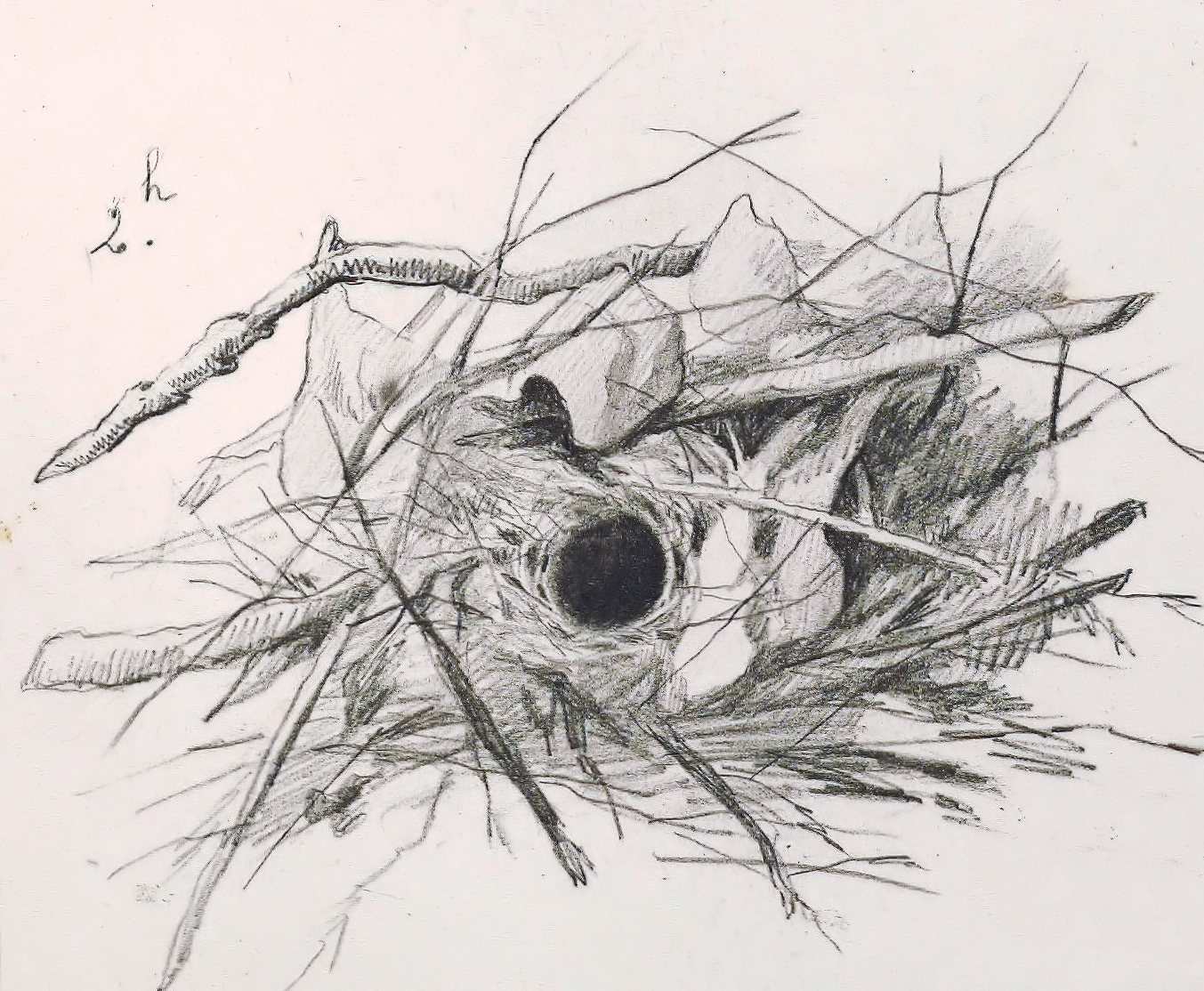